# Belenardıç, Pamukkale
Belenardıç là một xã thuộc huyện Pamukkale, tỉnh Denizli, Thổ Nhĩ Kỳ. Dân số thời điểm năm 2010 là 674 người.